# Беллетти, Жулиано
Жулиа́но Ха́ус Белле́тти (порт.-браз. Juliano Haus Belletti; род. 20 июня 1976[…], Каскавел, Парана) — бразильский футболист, правый защитник. Выступал за «Барселону», «Челси», «Вильярреал», «Флуминенсе», «Крузейро», «Сан-Паулу» и «Атлетико Минейро».
Обладатель серебряного мяча Бразилии в 1999 году в составе «Атлетико Минейро», вручаемого журнальным изданием «Placar». Чемпион мира 2002 года в составе сборной Бразилии. Победитель Лиги чемпионов УЕФА 2005/06 в составе «Барселоны».

## Клубная карьера

### Начало игровой карьеры
Первый клубом, в котором играл Беллетти, стал бразильский «Крузейро», в котором он провёл два года. Дебютировал он за клуб в ноябре 1994 года, играя до это в молодёжной команде клуба. Потом перешёл в другой бразильский клуб — «Сан-Паулу», в которых провёл шесть лет, забив больше 10 голов. В 1999 году был отдан в аренду «Атлетико Минейро», играя на позиции центрального полузащитника. Он выиграл серебряный мяч Бразилии, играя за этот клуб. Перейдя в «Вильярреал», он получил вызов в национальную сборную и попадание на чемпионат мира по футболу 2002. В «Вильярреале» он стал играть на позиции правого крайнего защитника.

### «Барселона»
Перешёл в каталонский клуб летом 2004 года. Весь сезон играл на своём привычном правом фланге, на котором также в течение сезона играл другой испанский защитник — Олегер, также смещаясь в центр защиты.
В сезоне 2005/06 провёл больше матчей в качестве правого крайнего защитника. Его гол в финале Лиги чемпионов УЕФА 2006 против лондонского «Арсенала» (2:1) принёс каталонцам титул сильнейшей команды Европы. В начале матча на правый фланг защиты был поставлен Олегер, а Беллетти вышел на замену во втором тайме.
В последнем своём сезоне, 2006/07, бразилец менее ярко сыграл свою лебединую песню в каталонских рядах. Он конкурировал с Джанлукой Дзамброттой за место основного правого крайнего защитника команды. Беллетти чаще выходил на замену, и летом принял решение сменить команду.

### «Челси»
23 августа 2007 года, после успешного прохождения медосмотра, Беллетти подписал трёхгодичный контракт с лондонским клубом «Челси». Сумма трансфера составила €5 млн. Его дебют в клубе состоялся 25 августа в матче против «Портсмута» в чемпионате Англии, заменив на 64-й минуте Джон Оби Микела (1:0).
Его первый матч в стартовом составе пришёлся на игру Премьер-лиги с «Астон Виллой» (0:2). По указаниям главного тренера «синих» Жозе Моуринью Беллетти стал ключевой фигурой в схеме клуба, играя практически во всех матчах Премьер-лиги в стартом составе, на правом фланге обороны. Свой первый гол за синих Беллетти забил в ноябре 2007 против «Уигана» в гостевом матче Премьер-лиги, а второй гол за клуб — в матче чемпионата Англии против «Тоттенхэма» в январе 2008 года. Всего в сезоне 2007/08 Беллетти стал автором двух голов в составе «Челси». В финале Лиги чемпионов УЕФА, проходившем в Москве 21 мая 2008 года против «Манчестер Юнайтед», Беллетти вышел на замену вместо Макелеле на 120+4' добавленной минуте. В серии послематчевых одиннадцатиметровых ударов, Беллетти, которому был дан шанс пробить вторым, забил свой гол с «точки». Однако «Челси» титул упустил.
В сезоне 2008/09 место Беллетти на правом фланге обороны было отдано пришедшему в клуб португальскому бровочнику Жозе Бозингве. Однако главный тренер Луис Фелипе Сколари ставил Беллетти на позиции центрального и опорного полузащитника и даже на позицию правого крайнего нападающего. В октябре 2008 года Беллетти забил гол с 30-ти ярдов в чемпионате Англии.
В сезоне 2009/10, в своём последнем в «Челси», Беллетти играл очень редко, в частном выходя на замены по ходу матча. После травмы Михаэля Баллака, Беллетти был вынужден занять позицию опорного полузащитника на месяц, с чем справился хорошо. По окончании сезона Беллетти вместе с «Челси» выиграл чемпионат, кубок и суперкубок Англии.

### «Флуминенсе»
14 июня 2010 года Беллетти перешёл в бразильский клуб «Флуминенсе», подписав с клубом двухгодовой контракт. 15 марта 2011 года Беллетти ушёл из клуба на правах свободного агента, в связи с тяжёлыми травмами и растяжением мышц. Он сыграл всего девять матчей, только три из которых были в стартовом составе.

### Завершение игровой карьеры
15 июня 2011 года перешёл в Сеара, а спустя двенадцать дней, 27 июня, объявил в своём Твиттере, что завершает карьеру игрока. Причиной стали постоянные травмы.

## Национальная сборная
Беллетти дебютировал в сборной Бразилии в поединке против Эквадора 28 марта 2001 года. Он получил золотую медаль чемпионата мира-2002, хотя на протяжении всего турнира был дублёром Кафу, проведя на поле лишь пять минут в полуфинальной встрече с Турцией.

## Функционер
21 декабря 2016 года назначен исполнительным директором по международным связям клуба «Коритиба».

## Достижения

### Командные
«Крузейро»
- Чемпион Лиги Минейро: 1996

«Атлетико Минейро»
- Чемпион Лиги Минейро: 1999

«Сан-Паулу»
- Чемпион Лиги Паулиста (2): 1998, 2000
- Победитель Турнира Рио — Сан-Паулу: 2001

«Барселона»
- Чемпион Испании (2): 2004/05, 2005/06
- Обладатель Суперкубка Испании (2): 2005, 2006
- Победитель Лиги чемпионов УЕФА: 2006

«Челси»
- Чемпион Англии: 2009/10
- Обладатель Кубка Англии (2): 2008/09, 2009/10
- Финалист Лиги чемпионов УЕФА: 2008
- Обладатель Суперкубка Англии: 2009

«Флуминенсе»
- Чемпион Серии A: 2010

Сборная Бразилии
- Чемпион мира: 2002

### Личные
- Лучший гол сезона «Челси»: 2008

## Статистика выступлений

### Клубная
| Выступление      | Выступление      | Выступление      | Лига | Лига | Кубок страны | Кубок страны | Кубок лиги | Кубок лиги | Еврокубки | Еврокубки | Итого | Итого |
| Клуб             | Лига             | Сезон            | Игры | Голы | Игры         | Голы         | Игры       | Голы       | Игры      | Голы      | Игры  | Голы  |
| ---------------- | ---------------- | ---------------- | ---- | ---- | ------------ | ------------ | ---------- | ---------- | --------- | --------- | ----- | ----- |
| Вильярреал       | Примера          | 2002/03          | 31   | 3    | ?            | ?            | —          | —          | —         | —         | ?     | ?     |
| Вильярреал       | Примера          | 2003/04          | 28   | 3    | ?            | ?            | —          | —          | 10        | 0         | ?     | ?     |
| Вильярреал       | Итого            | Итого            | 59   | 6    | ?            | ?            | —          | —          | 10        | 0         | ?     | ?     |
| Барселона        | Примера          | 2004/05          | 30   | 0    | ?            | ?            | —          | —          | 8         | 0         | ?     | ?     |
| Барселона        | Примера          | 2005/06          | 28   | 0    | ?            | ?            | —          | —          | 10        | 1         | ?     | ?     |
| Барселона        | Примера          | 2006/07          | 13   | 0    | 1            | 0            | —          | —          | 2         | 0         | 16    | 0     |
| Барселона        | Итого            | Итого            | 71   | 0    | ?            | ?            | —          | —          | 20        | 1         | ?     | ?     |
| Челси            | Премьер-лига     | 2007/08          | 23   | 2    | 2            | 0            | 6          | 0          | 7         | 0         | 38    | 2     |
| Челси            | Премьер-лига     | 2008/09          | 19   | 3    | 4            | 0            | 2          | 0          | 8         | 0         | 33    | 3     |
| Челси            | Премьер-лига     | 2009/10          | 11   | 0    | 3            | 0            | 3          | 0          | 5         | 0         | 22    | 0     |
| Челси            | Итого            | Итого            | 53   | 5    | 9            | 0            | 11         | 0          | 20        | 0         | 93    | 5     |
| Всего за карьеру | Всего за карьеру | Всего за карьеру | 183  | 11   | 9            | 0            | 11         | 0          | 50        | 1         | 253   | 12    |

2 матча в Суперкубке Испании в сезоне 2005/2006 не учтены.
2 матча на клубном чемпионате мира и 1 матч в Суперкубке УЕФА в сезоне 2006/2007 не учтены.